# Abierto Mexicano de Tenis 2017 - Qualificazioni singolare femminile
Le qualificazioni del singolare femminile dell'Abierto Mexicano Telcel 2017 sono state un torneo di tennis preliminare per accedere alla fase finale della manifestazione. Le vincitrici dell'ultimo turno sono entrate di diritto nel tabellone principale. In caso di ritiro di una o più giocatrici aventi diritto a queste sono subentrate le lucky loser, ossia le giocatrici che hanno perso nell'ultimo turno ma che avevano una classifica più alta rispetto alle altre partecipanti che avevano comunque perso nel turno finale.

## Teste di serie
1. Jennifer Brady (qualificata)
2. Tatjana Maria (ultimo turno)
3. Marina Eraković (ultimo turno)
4. Mariana Duque Mariño (ultimo turno)
5. Taylor Townsend (qualificata)
6. Verónica Cepede Royg (ultimo turno)

1. Asia Muhammad (ultimo turno)
2. Sachia Vickery (ultimo turno)
3. Elica Kostova (primo turno)
4. Samantha Crawford (primo turno)
5. Jamie Loeb (qualificata)
6. Bethanie Mattek-Sands (qualificata)

## Qualificate
1. Jennifer Brady
2. Fiona Ferro
3. Jamie Loeb

1. Bethanie Mattek-Sands
2. Taylor Townsend
3. Chloé Paquet

## Tabellone

### Legenda
| - Q = Qualificato - WC = Wild card - LL = Lucky loser | - ALT = Alternate - SE = Special Exempt - PR = Protected Ranking | - w/o = Walkover - r = Ritirato - d = Squalificato |

### Sezione 1
|  | Primo turno | Primo turno     | Primo turno     | Primo turno | Primo turno |  |  | Ultimo turno | Ultimo turno   | Ultimo turno   | Ultimo turno | Ultimo turno |  |
|  |             |                 |                 |             |             |  |  |              |                |                |              |              |  |
|  | 1           | Jennifer Brady  | Jennifer Brady  | 6           | 6           |  |  |              |                |                |              |              |  |
|  | WC          | Emma Reyes Baca | Emma Reyes Baca | 0           | 3           |  |  | 1            | Jennifer Brady | Jennifer Brady | 6            | 6            |  |
|  |             | Marie Bouzková  | Marie Bouzková  | 1           | 5           |  |  | 7            | Asia Muhammad  | Asia Muhammad  | 1            | 3            |  |
|  | 7           | Asia Muhammad   | Asia Muhammad   | 6           | 7           |  |  |              |                |                |              |              |  |

### Sezione 2
|  | Primo turno | Primo turno       | Primo turno     | Primo turno | Primo turno |  |  | Ultimo turno | Ultimo turno  | Ultimo turno  | Ultimo turno | Ultimo turno |  |
|  |             |                   |                 |             |             |  |  |              |               |               |              |              |  |
|  | 2           | Tatjana Maria     | Tatjana Maria   | 6           | 6           |  |  |              |               |               |              |              |  |
|  |             | Nadia Podoroska   | Nadia Podoroska | 3           | 1           |  |  |              | Tatjana Maria | Tatjana Maria | 4            | 3            |  |
|  |             | Fiona Ferro       | 3               | 7           | 7           |  |  |              | Fiona Ferro   | Fiona Ferro   | 6            | 6            |  |
|  | 10          | Samantha Crawford | 6               | 5           | 5           |  |  |              |               |               |              |              |  |

### Sezione 3
|  | Primo turno | Primo turno        | Primo turno        | Primo turno | Primo turno |  |  | Ultimo turno | Ultimo turno    | Ultimo turno    | Ultimo turno | Ultimo turno |  |
|  |             |                    |                    |             |             |  |  |              |                 |                 |              |              |  |
|  | 3           | Marina Eraković    | Marina Eraković    | 6           | 6           |  |  |              |                 |                 |              |              |  |
|  | WC          | Giovanna Manifacio | Giovanna Manifacio | 2           | 2           |  |  | 3            | Marina Eraković | Marina Eraković | 4            | 0            |  |
|  |             | Jacqueline Cako    | Jacqueline Cako    | 2           | 2           |  |  | 11           | Jamie Loeb      | Jamie Loeb      | 6            | 6            |  |
|  | 11          | Jamie Loeb         | Jamie Loeb         | 6           | 6           |  |  |              |                 |                 |              |              |  |

### Sezione 4
|  | Primo turno | Primo turno           | Primo turno          | Primo turno | Primo turno |  |  | Ultimo turno | Ultimo turno          | Ultimo turno          | Ultimo turno | Ultimo turno |  |
|  |             |                       |                      |             |             |  |  |              |                       |                       |              |              |  |
|  | 4           | Mariana Duque Mariño  | Mariana Duque Mariño | 6           | 6           |  |  |              |                       |                       |              |              |  |
|  |             | Françoise Abanda      | Françoise Abanda     | 1           | 4           |  |  | 4            | Mariana Duque Mariño  | Mariana Duque Mariño  | 0            | 1            |  |
|  | WC          | Giuliana Olmos        | 6                    | 3           | 3           |  |  | 12           | Bethanie Mattek-Sands | Bethanie Mattek-Sands | 6            | 6            |  |
|  | 12          | Bethanie Mattek-Sands | 3                    | 6           | 6           |  |  |              |                       |                       |              |              |  |

### Sezione 5
|  | Primo turno | Primo turno     | Primo turno     | Primo turno | Primo turno |  |  | Ultimo turno | Ultimo turno    | Ultimo turno    | Ultimo turno | Ultimo turno |  |
|  |             |                 |                 |             |             |  |  |              |                 |                 |              |              |  |
|  | 5           | Taylor Townsend | Taylor Townsend | 6           | 6           |  |  |              |                 |                 |              |              |  |
|  |             | Catalina Pella  | Catalina Pella  | 1           | 4           |  |  | 5            | Taylor Townsend | Taylor Townsend | 7            | 7            |  |
|  |             | Deniz Khazaniuk | 0               | 6           | 1           |  |  | 8            | Sachia Vickery  | Sachia Vickery  | 65           | 5            |  |
|  | 8           | Sachia Vickery  | 6               | 4           | 6           |  |  |              |                 |                 |              |              |  |

### Sezione 6
|  | Primo turno | Primo turno          | Primo turno          | Primo turno | Primo turno |  |  | Ultimo turno | Ultimo turno         | Ultimo turno         | Ultimo turno | Ultimo turno |  |
|  |             |                      |                      |             |             |  |  |              |                      |                      |              |              |  |
|  | 6           | Verónica Cepede Royg | Verónica Cepede Royg | 6           | 6           |  |  |              |                      |                      |              |              |  |
|  | WC          | Victoria Rodríguez   | Victoria Rodríguez   | 1           | 2           |  |  | 6            | Verónica Cepede Royg | Verónica Cepede Royg | 5            | 3            |  |
|  |             | Chloé Paquet         | Chloé Paquet         | 7           | 6           |  |  |              | Chloé Paquet         | Chloé Paquet         | 7            | 6            |  |
|  | 9           | Elica Kostova        | Elica Kostova        | 67          | 3           |  |  |              |                      |                      |              |              |  |